# بلک‌بری لیمیتد
بلک‌بری لیمیتد (به انگلیسی: BlackBerry Limited) شرکت مخابراتی کانادایی است، که در زمینه تولید تجهیزات مخابراتی و مخابرات بی‌سیم فعالیت می‌کند و برای ساختن تلفن‌های هوشمند بلک‌بری مشهور می‌باشد.
شرکت بلک‌بری لیمیتد در سال ۱۹۸۴ توسط مایک لازاریدیس، با نام ریسرچ این موشن تأسیس شد. دفتر مرکزی این شرکت در شهر واترلو در استان انتاریو، کانادا قرار گرفته‌است.